# Burghard von der Decken
Burghard von der Decken (* 27. November 1884 in Dresden; † 13. Februar 1969 in Erlangen) war ein deutscher Legationsrat und Reichsbeauftragter für Mineralöl, später für Lederwirtschaft.

## Leben
Burghard von der Decken entstammte der hannoverschen Adelsfamilie von der Decken, die sich nach dem Krieg von 1866 in Sachsen niederließ. Er war der Sohn des Oberverwaltungsgerichtsrates Louis von der Decken auf Wechtern  (1856–1931) und dessen Ehefrau Louise von der Decken, geb. von der Decken, aus Lüneburg (1858–1932).
Er besuchte das Vitzthumsche Gymnasium in Dresden, anschließend studierte er Jura und Staatswissenschaften an den Universitäten Grenoble, Freiburg im Breisgau, Tübingen und Leipzig. 1907 wurde er Referendar und 1911 Assessor. Als solcher trat er in den sächsischen Staatsdienst und erhielt zunächst eine Stelle in der Amtshauptmannschaft Zwickau zugewiesen. Zeitweise war er auch in Schwarzenberg/Erzgeb. tätig. 
1920 erfolgte seine Ernennung zum Legationsrat I. Klasse.
1934 wurde Burghard von der Decken Reichsbeauftragter für Mineralöl in Berlin, später Reichsbeauftragter für Lederwirtschaft. Bei Kriegsende war er in Prag tätig. Er wurde in US-Kriegsgefangenschaft in Stadelheim genommen.
Später leitete er u. a. die Verbindungsstelle des Berufsverbandes der Deutschen Industrie in Bonn.
Burghard von der Decken lebte zuletzt in Bad Godesberg, wo er als Presbyter an der evangelischen Christuskirche tätig war.

## Familie
1911 heiratete er Dorothea (Thea) Schippel in Meißen. Aus der Ehe gingen zwei Kinder hervor. Seine zweite Ehe mit Dorothea Kausch ging er 1937 in Berlin ein.

## Werke (Auswahl)
- Das neue Bezirksstift des Bezirksverbandes der Kgl. Amtshauptmannschaft Schwarzenberg in Sachsen, Schwarzenberg, C. M. Gärtner, 1915
- Die Wirtschaft der Tschechoslowakei. Im Auftrage der Handelskammer Dresden, München, Duncker & Humblot, 1928.